# Relaciones Bolivia-Uruguay
Las relaciones Bolivia-Uruguay son las relaciones exteriores entre el Estado Plurinacional de Bolivia y la República Oriental del Uruguay, ambas repúblicas soberanas de América del Sur. Bolivia tiene una embajada Montevideo. Uruguay tiene una embajada en La Paz y 2 consulados en Santa Cruz de la Sierra y Cochabamba.
Históricamente, ambos países formaban parte del Imperio español (Virreinato de La Plata) hasta principios del siglo XIX. Ambos países son miembros de pleno derecho de ALADI, de la Asociación de Academias de la Lengua Española de la Organización de Estados Americanos, de la Comunidad de Estados de América Latina y el Caribe, y del Grupo de Cairns.

## Comercio y turismo bilateral
En 2013, ambos países firmaron un acuerdo de asistencia técnica mutua.
En diciembre de 2014 Amaszonas comenzó a volar entre Montevideo y Santa Cruz de la Sierra, hecho que permite crecer la expectativa de la presencia de turistas bolivianos en Uruguay. También hay arreglos hechos con el fin de promover turismo social.

## Embajadores

### Embajadores de Bolivia en Uruguay
| Embajadores Bolivianos en Uruguay    | Designado por el Presidente de Bolivia | Período como Embajador o Embajadora           | Referencias |
| ------------------------------------ | -------------------------------------- | --------------------------------------------- | ----------- |
| Antonio Cespedes Toro                | Gonzalo Sánchez de Lozada              | 29 de julio de 1994 - 29 de julio de 1997     |             |
| Willy Vargas Vacaflor † (1935-2012)  | Hugo Banzer Suárez                     | 12 de mayo de 2000 - 12 de junio de 2003      | [ 7 ]       |
| Armando Loaiza Mariaca † (1943-2016) | Gonzalo Sánchez de Lozada              | 12 de junio de 2003 - 15 de junio de 2005     | [ 8 ] [ 9 ] |
| Marcelo Janko Álvarez (†)            | Evo Morales Ayma                       | 12 de mayo de 2006 - 24 de febrero de 2009    |             |
| Julio Gutiérrez (encargado)          | Evo Morales Ayma                       | 24 de febrero de 2009 - 24 de marzo de 2009   |             |
| Salvador Ric Riera                   | Evo Morales Ayma                       | 24 de marzo de 2009 - 17 de enero de 2014     |             |
| Benjamín Juan Carlos Blanco Ferri    | Evo Morales Ayma                       | 17 de enero de 2014 - 6 de diciembre de 2018  |             |
| René Gonzalo Orellana Halkyer        | Evo Morales Ayma                       | 4 de abril de 2019 - 20 de noviembre de 2019  |             |
| Carmen Sandoval (encargada)          | Jeanine Áñez Chávez                    | 20 de noviembre de 2019 - 21 de marzo de 2023 | [ 10 ]      |
| Salvador Ric Riera                   | Luis Arce Catacora                     | 22 de marzo de 2023 - Actualidad              | [ 11 ]      |

### Embajadores de Uruguay en Bolivia
| Embajadores Uruguayos en Bolivia       | Designado por el Presidente de Uruguay | Período como Embajador o Embajadora               | Referencias                        |
| -------------------------------------- | -------------------------------------- | ------------------------------------------------- | ---------------------------------- |
| Walter Echeverría (†)                  | Julio María Sanguinetti                | 1996 - 2000                                       | [ 12 ]                             |
| Juan Andrés Pacheco Ramírez (†)        | Jorge Batlle                           | 9 de septiembre de 2000 - 9 de septiembre de 2005 |                                    |
| Diego Zorrilla de San Martín (†)       | Tabaré Vázquez                         | 15 de diciembre de 2005 - 7 de diciembre de 2010  |                                    |
| Carlos Flanagan                        | José Mujica                            | 15 de enero de 2011 - 29 de julio de 2016         |                                    |
| Marion Daniela Blanco Espino           | Tabaré Vázquez                         | 29 de julio de 2016 - 10 de diciembre de 2020     | [ 13 ] [ 14 ] [ 15 ] [ 16 ] [ 17 ] |
| Fernando Daniel Alejandro Marr Merello | Luis Lacalle Pou                       | 10 de diciembre de 2020 - Actualidad              | [ 10 ]                             |

## Comparación entre países
|                            | Bolivia                                                 | Uruguay                                |
| -------------------------- | ------------------------------------------------------- | -------------------------------------- |
| Población                  | 10.027.254 (2012)                                       | 3.286.314 (2011)                       |
| Área                       | 1.098.581 km²(2012)                                     | 176.215 km²(2014)                      |
| Densidad                   | 9.13/km² (2012)                                         | 18.65/km² (2014)                       |
| Capital(es)                | La Paz, Sucre                                           | Montevideo                             |
| Ciudad más grande          | Santa Cruz de la Sierra (1,719 millones, 2011)          | Montevideo (1,762 millones, 2011)      |
| Gobierno                   | Estado Social Unitario                                  | República Constitucional               |
| Idiomas oficiales          | Español y 36 lenguas indígenas                          | Español                                |
| Religión principal         | Catolicismo (79,3%) (1992)                              | Catolicismo (47,1%) (2006)             |
| Grupos étnicos             | Quecha (30%), mestizo (30%), Aymara (25%), blanco (15%) | Blanco (88%), mestizo (8%), negro (4%) |
| PIB                        | 384.878.300.000 $ (2013)                                | 1.140.988.824.581,23 $ (2013)          |
| Poblaciones de expatriados | <1.000 (2013)                                           | <1.000 (2013)                          |
| Gastos militares           | 3.076.000.000 $ (2013)                                  | 21.336.000.000 $ (2013)                |